# Етјен Макдоналд
Етјен-Жак-Жозеф-Александар Макдоналд (фр. Étienne-Jacques-Joseph Macdonald; Седан, 17. новембар 1765 — Болије на Лоари, 7. септембар 1840) је био Наполеонов маршал.

## Порекло
Рођен је у Седану у Француској. Отац му је потицао из старе јакобитске породице са једног острва у Спољашњим Хебридима у Шкотској. Био је близак рођак славне Флоре Макдоналд, која је играла кључну улогу у бегу Чарлса Едварда Стјуарта после неуспеле јакобитске побуне 1745, којом се настојало поново повратити на трон династију Стјуарт.

## Војни живот
Придружио се легији, која је створена 1785. да би се помогла револуционарна партија у Холандији против Пруса. Када је та јединица распуштена служио је у регименти у Дижону. По избијању француске револуције регимента у Дижону је остала лојална краљу. Међутим Макдоналд није био лојалан. Постао је ађутант револуционарног генерала Думуријеа. Истакао се 1792. у бици код Жемапа у Белгији, па је унапређен 1793. у пуковника. Када је генерал Думурије одлучио да пребегне Аустријанцима Макдоналд је одбио и за награду је постао бригадни генерал. Командовао је водећом бригадом приликом Пишегруове инвазије Холандије. Показало се да је његово познавање Холандије од велике важности и помоћу француских хусара успео је да зароби холандску флоту. Као генерал дивизије 1797. ратовао је на Рајни, па у Италији. Када је дошао у Италију био је потписан Кампоформијски мир, а Наполеон се вратио у Француску. По наређењу Луја Бертјеа заузео је Рим, где је постао гувернер. Уз помоћ генерала Жана Шампионеа победио је генерал Карла Мака фон Лајбериха и заузео је Напуљску краљевину, која је тада названа Партенопанска република.
Суворов је извршио инвазију северне Италије и враћао је многе територије које је раније Наполеон освојио. Макдоналд је сакупио сву војску на апенинском полуострву и кренуо је на север. Са само 30.000 војника напао је у бици код Требије Суворова са 50.000 војника. Борбе су трајале три дана, што је било довољно времена да стигне Жан Моро уз чију помоћ се повукао до Ђенове у добром поретку.
Преузео је 1800. команду над армијом у Швајцарској, где је требало одржавати линије комуникације између Немачке и Италије. Током зиме 1800—1801 прелазили су преко Шплигенског прелаза. Био је француски опуномоћени амбасадор у Данској, а по повратку 1805. навукао је Наполеонову нетрпељивост, јер се повезивао са Мороом. Није постао маршал у првој подели маршалских палица.

## Под Наполеоном
Остао је без запослења све до 1809. Тада му је Наполеон дао команду над корпусом и обавезе војног саветника младог Ежена де Боарнеа, вицекраља Наполеонске краљевине Италије. Предводио је армију у Италији. У бици код Ваграма командовао је славном колоном, која се пробила кроз аустријски центар и одлучила битку. Наполеон га је прогласио маршалом на бојном пољу. Именовао га је и војводом од Таранта.
Макдоналд је 1810. служио у Шпанији, а 1812. је предводио лево крило велике армије, која је извела инвазију Русије. После учествовања 1813. У биткама код Лицена и Бауцена добио је наређење да изведе инвазију Шлезије, али фон Блихер га је поразио у бици код Кацбаха. После тешке битке код Лајпцига он је са Јозефом Поњатовским покривао повлачење војске након битке. Након рушења моста, успео је препливати Елстер, а Јозеф Поњатовски се удавио. За време обрамбене кампање 1814. Макдоналд се истицао. Када су сви напустили Наполеона Макдоналд му је остао веран. Наполеон га је упутио да се поклони новој власти.

## Под Бурбонима
Приликом бурбонске рестаурације добио је одликовања и постао је племић. Остао је веран новом поретку, када се Наполеон вратио са Елбе.

## Извори и референце
- M.Dumas, Evénements militaires
- Ségur's rare tract, Lecture sur la campagne du Général Macdonald dans les Grisons en 1800 et 1801 (1802), and Eloge (1842).
- His memoirs were published in 1892 (Eng. trans., Recollections of Marshal Macdonald), but are brief and wanting in balance.